# Jakob von Danner
Jakob Ritter von Danner (né le 7 août 1865 et mort le 28 décembre 1942 à Munich) était un officier de la Deutsches Heer et de la Reichswehr. Il a joué un rôle important dans l'échec du Putsch de la Brasserie en 1923.

## Biographie
Il est le fils de l'expéditeur de biens Ludwig Danner et de son épouse Karoline, née Reich. Danner se marie le 1er février 1913 avec Anna Fuchssteiner.
Carrière militaire
Après avoir terminé ses études au lycée humaniste, Danner s'engage le 13 août 1884 comme volontaire dans le 17e régiment d'infanterie (de) de l'armée bavaroise.